# Missouri Tigers football
La squadra di football dei Missouri Tigers rappresenta l'Università del Missouri. I Tigers competono nella Football Bowl Subdivision (FBS) della National Collegiate Athletics Association (NCAA) e nella Eastern Division della Southeastern Conference.

## Storia
Il programma nel football di Missouri nacque nel 1890 e si è qualificato per 35 bowl (incluse dieci partecipazioni ai bowl principali: 4 Orange Bowl, 3 Cotton Bowl, 2 Sugar Bowl e un Fiesta Bowl). Missouri ha vinto 15 titoli di conference e 5 titoli di division, oltre ad avere vinto due titoli nazionali, assegnati dai selettori della NCAA ma non rivendicati dall'istituto.
A partire dal 2012 Missouri fa parte della Southeastern Conference (SEC) Disputa le sue gare interne al Faurot Field ("The Zou") a Columbia, Missouri, che prende il nome dall'allenatore membro della College Football Hall of Fame Don Faurot.
L'Hall of famer Gary Pinkel, allenatore dal 2001 al 2015, detiene il maggior numero di vittorie con Missouri, stabilito con la centoduesima nella vittoria del Cotton Bowl il 3 gennaio 2014. Il record finale di Pinkel con Mizzou è di 118–73 (61,8%).

## Titoli nazionali
| Stagione | Allenatore  | Selettore         | Record | Pos. AP | Pos. All. |
| -------- | ----------- | ----------------- | ------ | ------- | --------- |
| 1960     | Dan Devine  | Poling System     | 11–0†  | No. 5   | No. 4     |
| 2007     | Gary Pinkel | Anderson & Hester | 12–2   | No. 4   | No. 5     |

† Il record del 1960 era di 10–1 ma fu cambiato a 11–0 dopo la rinuncia di Kansas

## Numeri ritirati
| N. | Nome           | Ruolo | Anni          |
| -- | -------------- | ----- | ------------- |
| 23 | Johnny Roland  | HB    | 1962, 1964–65 |
| 23 | Roger Wehrli   | CB    | 1966–68       |
| 27 | Brock Olivo    | RB    | 1994–97       |
| 37 | Bob Steuber    | E/HB  | 1940–43       |
| 42 | Darold Jenkins | C     | 1939–41       |
| 44 | Paul Christman | QB    | 1938–40       |
| 83 | Kellen Winslow | TE    | 1975–78       |